# Die Reizzwecken

Logo der Kabarettgruppe
Die Reizzwecken

Die Reizzwecken waren eine renommierte, zwischen 1968 und 1993 aktive Ost-Berliner Kabarettgruppe. Ab 1973 wurde sie von Werner Troegner geleitet.

## Geschichte

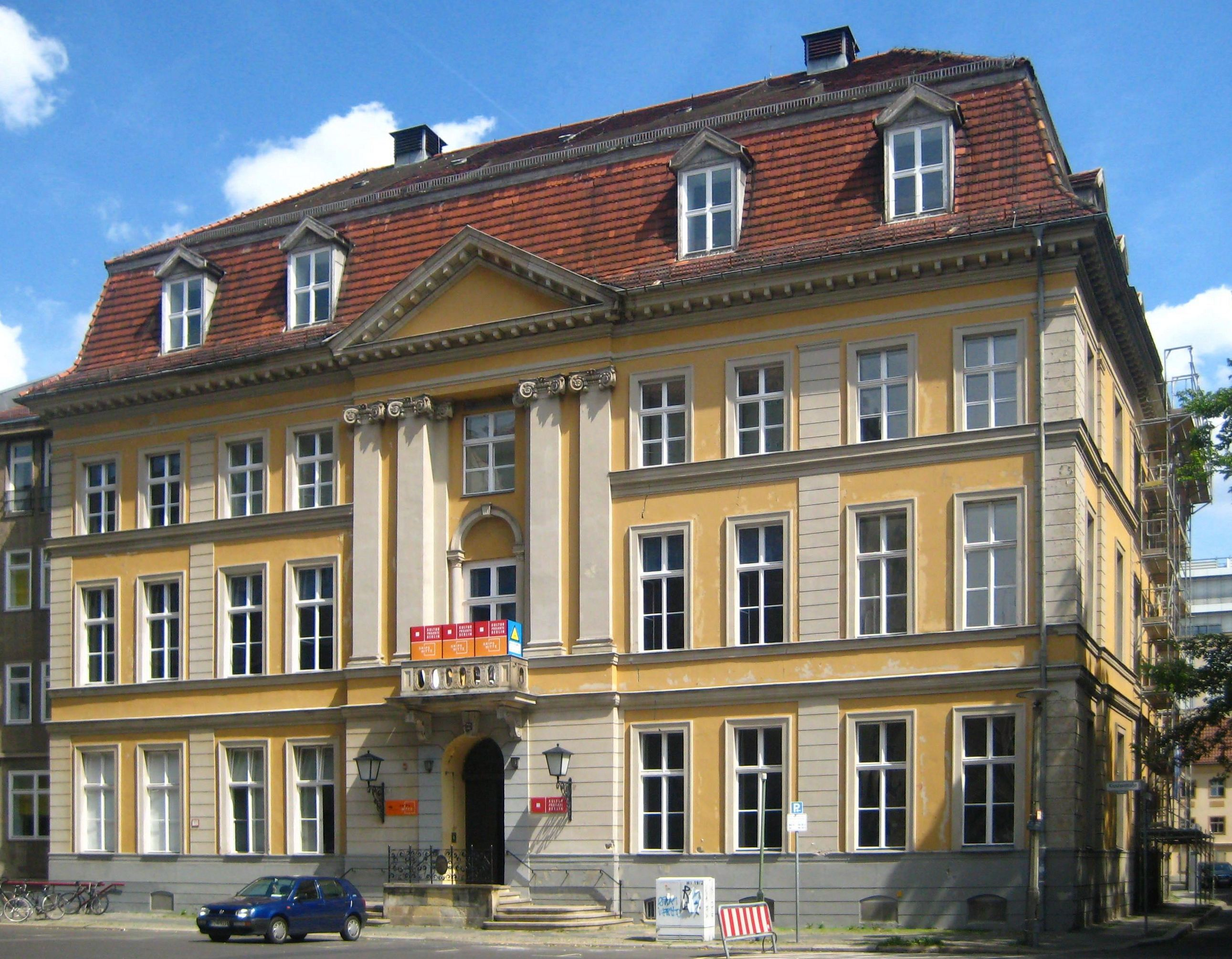
Das ehemalige Haus der jungen Talente, Heimatbühne der Reizzwecken, heute Palais Podewils

Das Kabarett Die Reizzwecken spaltete sich 1968 vom Jugend- und Nachwuchsstudio des Ost-Berliner Kabaretts Die Distel ab. Nach den Anfängen unter der Leitung von Heinz Draehn zogen 1969 die Kabarettisten Franziska Troegner, Sabine Günther, Arno Kiehl und Manfred Schulz ins Haus der jungen Talente (heute Palais Podewils) um. Micha Klobe, Lothar Jankowski, Rainer Karsitz, Ingrid Beichler am Klavier u. a. verstärkten das Team einige Zeit später. Im Jahr 1973 übernahm Werner Troegner die Leitung. Unter der professionellen Leitung von Troegner erhielt das Amateurkabarett eine Berufseinstufung.
Seine Tochter Franziska Troegner verließ 1976 die Reizzwecken und ging ans Berliner Ensemble, wurde zu einer Protagonistin des Hauses und machte später auch als Filmschauspielerin Karriere. Ihren Platz nahm Petra Thierbach ein, die bis 1989 zum festen Ensemble gehörte. Bis 1983 war das Ensemble mit Thierbach, Kiehl, Karsitz, Klobe und Schulz und am Klavier Georg Kies, stabil besetzt. 1983 kam Doris Milau dazu. Sie war zunächst als Schwangerenvertretung für Petra Thierbach gedacht, blieb dann aber festes Mitglied des Ensembles.
Im Haus der jungen Talente war der Theaterraum dienstags und donnerstags immer ausverkauft, und an den Wochenenden tourten Die Reizzwecken durch die Republik. Im Jahre 1978 traten sie in der Sendung Ein Kessel Buntes im 1. Programm des Fernsehens der DDR auf. Weitere Auftritte im Fernseh- und Rundfunk, unter anderem im Berliner Rundfunk, folgten.
Mit der Wende 1989 änderte sich auch die politische Lage schnell, woraufhin neue Programme aus dem gesellschaftlichen Leben inszeniert wurden. Die Reizzwecken gastierten mit ihrem neuen Programm Das Sein verstimmt das Bewußtsein in den alten Bundesländern sowie in West-Berlin in der Sendereihe Reichlich grenzenlos des RIAS in der Berliner Kabarett Anstalt und der UFA-Fabrik. Als ihren Höhepunkt bezeichneten Die Reizzwecken zwei Gastspiele 1990 und 1991 in Hongkong mit den Titeln Ein Nichts zu sein, plagt uns schon länger und Auferstanden zum Verdienen. Die Deutsche Lufthansa lud die Kabarettgruppe dazu ins Hotel Furama Kempinski ein, das damals zu den 50 höchsten Gebäuden der Welt zählte und 2002 abgerissen wurde. Die Programme trafen auf große Resonanz, was nicht unwesentlich daran lag, dass die hauptsächlich deutschsprachigen Hotelgäste dem Schauspiel folgen konnten. Selbst in der größten englischsprachigen Tageszeitung Hongkongs, der South China Morning Post, wurden sie rezipiert. Damit waren sie auch das einzige Kabarett der DDR und das erste Kabarett des wiedervereinigten Deutschlands, das in Hongkong aufgetreten ist.
Die Reizzwecken mussten 1992 entgegen den Versprechen des Senators für Kulturelle Angelegenheiten des Landes Berlin, Ulrich Roloff-Momin, das Haus der jungen Talente verlassen, woraufhin die Kabarettgruppe auseinanderbrach. Wenige Kabarettisten der ersten Stunde, darunter Micha Klobe und Manfred Schulz, versuchten, den Bestand der Kabarettgruppe an einer Gaststätte in Berlin-Prenzlauer Berg aufrechtzuerhalten. Aufgrund Insolvenz und Schließung der Gaststätte 1993 folgte das endgültige Aus der Reizzwecken.

## Rezeption
Mit insgesamt siebzehn Programmen und zwei Sonderprogrammen entwickelten sich Die Reizzwecken unter Anleitung von Heinz Draehn und Inszenierungen von Helmut Hellmann und Werner Troegner zu einem politikkritischen Kabarett, das mit dem mehrfach ausgezeichneten Theater Die Distel konkurrieren konnte. Die Programme gehören in die Gattung der politischen Satire. Die Kabarettgruppe erlangte unter dem Markenzeichen Berliner Schnauze mit Herz Bekanntheit.
Ab 2009 wurden Die Reizzwecken in der Wanderausstellung Drum verändert das System! Kabarett zwischen den Ideologien (1967–1982) des Deutschen Kabarettarchivs präsentiert.

## Programme
- Zeitgemäße Hiebe (1971)
- Auf die Verpackung kommt es an (1972)
- Ist denn das die Möglichkeit? (1973)
- Hauptsache wir bleiben Orden(t)lich (1974)
- Eine Hand rächt die andere oder Deine Hand für mein Produkt (1975)
- Verpflichte uns, wer kann (1977)
- Wir lassen uns nichts vorlachen! (1979)
- Allerlei Dreistigkeiten (1979; Sonderprogramm)
- Am besten nichts Neues (1981)
- Dreistigkeiten (1983; Sonderprogramm)
- Berlin ist seine Preise wert (1986)
- Wir machen uns fertig (1987)
- Das Sein verstimmt das Bewußtsein (1989) – nach dem Mauerfall umbenannt in Ein Nichts zu sein, plagt uns schon länger (1990)
- Auferstanden zum Verdienen (1991)
- Höchste Zeit zum Glücklichsein (1991)
- Frust raus! – Bauch rein! (1992)
- Sparschweinereien (1994)

## Mitglieder (alphabetisch)
- Kerstin Barth (Darstellerin)
- Ingrid Beichler (Klavier)
- Heinz Dereschkewitz (Raumausstatter)
- Heinz Draehn (Inszenierung/Leitung) gestorben
- Peter Ensikat (Text)  gestorben
- Mareike Fehlberg (Darstellerin)
- Harry Fiebig (Text)
- Henry Fiebig (Darsteller)
- Conrad F. Geier (Darsteller)
- Ingrid Großmann (Darstellerin)
- Sabine Günther (Darstellerin)
- Willi Hampel (Text) gestorben
- Helmut Hellmann (Inszenierung) gestorben
- Lutz Hoff (Darsteller)
- Lothar Jankowski (Darsteller) gestorben
- Anjutta Janson (Darstellerin)
- Rainer Karsitz (Darsteller)
- Arno Kiehl (Darsteller)
- Georg Kies (Klavier) gestorben
- Micha Klobe (Darsteller) gestorben
- Annette Landvogt (Darstellerin)
- Klaus Lettke (Text) gestorben
- Doris Mielau (Darstellerin)
- Dana Müller (Klavier)
- Wolfgang Reichert (Klavier) gestorben
- Inge Ristock (Text) gestorben
- Felicitas Rösler (Darstellerin)
- Jörg Schänzle (Darsteller)
- Manfred Schulz (Darsteller) gestorben
- Herbert Spiller (Darsteller) gestorben
- Thomas Stein (Text/Darsteller)
- Petra Thierbach (Darstellerin)
- Franziska Troegner (Darstellerin)
- Werner Troegner (Text/Inszenierung/Leitung) gestorben